# محمدرضا زاهدی
محمّدرضا زاهدی (۱ شهریور ۱۳۴۰ – ۱۳ فروردین ۱۴۰۳) نظامی ایرانی و از فرماندهان ارشد نیروی قدس سپاه پاسداران انقلاب اسلامی بود که فرماندهی سپاه قدس در سوریه و لبنان را برعهده داشت . زاهدی از فرماندهان سپاه پاسداران در جنگ ایران و عراق به‌شمار می‌آمد و از سال ۱۳۶۲ تا ۱۳۶۵ فرماندهی تیپ ۴۴ قمر بنی هاشم و پس از آن تا ۱۳۷۰ لشکر ۱۴ امام حسین را عهده‌دار بود. او در سال ۱۳۸۴ به مدت پنج ماه فرمانده نیروی هوایی سپاه و همچنین از سال ۱۳۸۴ تا ۱۳۸۷ فرمانده نیروی زمینی سپاه و با حفظ سمت فرمانده قرارگاه ثارالله بود.
او در دوره‌هایی، جانشین فرمانده قرارگاه ثارالله تهران بود و از سال ۱۳۹۵ تا ۱۳۹۸، معاون عملیات سپاه پاسداران بود. پیش‌از این نیز ایران‌وایر، ویدیویی اختصاصی را منتشر کرده بود که زاهدی در رزمایش مشترک میان سپاه پاسداران و نیروی انتظامی برای سرکوب اعتراضات احتمالی، حضور دارد. این فایل‌ها مربوط به سال ۱۳۹۵ است که او معاون عملیات سپاه پاسداران بود. در سال ۱۳۷۸ و بحبوحه قتل‌های زنجیره‌ای ایران، در جریان سرکوب اعتراضات دانشجویی و حمله به کوی دانشگاه تهران، او به همراه تعدادی دیگر از فرماندهان ارشد سپاه پاسداران نامه تهدیدآمیزی به سید محمد خاتمی، رئیس‌جمهوری وقت نوشتند. در آن نامه آمده بود: «کاسه صبرمان به پایان رسیده و تحمل بیش از آن را در صورت عدم رسیدگی، بر خود جایز نمی‌دانیم.»
زاهدی از سال ۱۳۹۵ تا ۱۳۹۸، معاونت عملیات سپاه پاسداران را هم برعهده داشت. ویدئوی حضور زاهدی در رزمایش مشترک میان سپاه پاسداران و نیروهای امنیتی انتظامی جمهوری اسلامی برای سرکوب اعتراضات احتمالی نیز، مربوط به این دوره است. این فایل‌ها مربوط به سال ۱۳۹۵ هستند؛ یک سال پیش از آغاز اعتراضاتی که پی‌درپی جریان داشت و به کشتار صدها معترض از سال ۱۳۹۶ تا ۱۴۰۱ انجامید.
زاهدی در ۱۳ فروردین ۱۴۰۳ در حمله به ساختمان کنسولگری ایران در دمشق کشته شد. روابط عمومی سپاه پاسداران خبر داد که دو فرمانده سپاه و ۵ افسر در حمله اسرائیل کشته شدند. شورای ائتلاف نیروهای انقلاب اسلامی در ۱۵ فروردین ۱۴۰۳ از نقش زاهدی در تشکیل جبهه مقاومت و طراحی عملیات طوفان الاقصی تجلیل کرد.

## زندگی
محمّدرضا زاهدی در ۱ شهریور ۱۳۴۰ در اصفهان و در خانواده ای سنتی و مذهبی متولد شد. پدرش شیخ محمد زاهدی از روحانیون رهنان بود.
زاهدی پس از انقلاب ۱۳۵۷ در سال ۱۳۵۹ به سپاه پاسداران پیوست و همراه جمعی از اعضای سپاه به کردستان رفت و به مقابله با نیروهای حزب دموکرات کردستان پرداخت. او پس از آغاز جنگ ایران و عراق و در طول آن از فرماندهان میانی سپاه بود.

## جنگ ایران و عراق

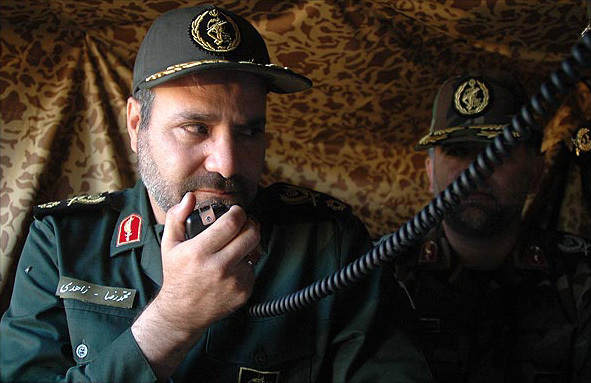
زاهدی در زمان فرماندهی نیروی زمینی سپاه

با آغاز جنگ ایران و عراق زاهدی به همراه حسین خرازی و یحیی رحیم صفوی از کردستان به جنوب رفت و خط دفاعی شیر را در منطقه دارخوین راه اندازی کرد.
زاهدی در عملیات طریق‌القدس فرمانده‌گردان لشکر ۱۴ امام حسین بود و در عملیات فتح‌المبین معاون عملیات لشکر امام حسین شد. زاهدی در عملیات رمضان و با تشکیل سپاه سوم، مدتی فرمانده لشکر امام حسین شد و پس از عملیات خیبر فرماندهی تیپ ۴۴ قمر بنی‌هاشم را از سال ۱۳۶۲ الی ۱۳۶۵ برعهده داشت. زاهدی پس از کشته شدن حسین خرازی فرمانده لشکر ۱۴ امام حسین شد و تا سال ۱۳۷۰ این مسئولیت را برعهده داشت.
شورای ائتلاف نیروهای انقلاب اسلامی ادعا می‌کند که زاهدی یکی از طراحان حمله حماس به اسرائیل در هفتم اکتبر ۲۰۲۳ بوده است.

## پست‌ها و مسئولیت‌ها
او سمت‌های زیر را بر عهده داشت:
- در سالهای ۱۳۶۵ تا ۱۳۷۰ فرمانده لشکر ۱۴ امام حسین بود.[۱۶]
- در سال ۱۳۸۴ برای مدت ۵ ماه فرماندهی نیروی هوایی سپاه پاسداران را برعهده داشت.[۱۷]
- با کشته شدن احمد کاظمی، محمدرضا زاهدی از نیروی هوایی به نیروی زمینی سپاه برگشت و از ۱۳۸۴ تا ۱۳۸۷ با حکم سیدعلی خامنه‌ای فرمانده نیروی زمینی سپاه پاسداران بود.[۱۸]
- از ۱۳۸۴ تا ۱۳۸۵ با حفظ سمت فرمانده نیروی زمینی سپاه پاسداران مسئولیت فرماندهی قرارگاه ثارالله را نیز بر عهده داشت.
- از ۱۳۹۵ تا ۱۳۹۸ معاون عملیات سپاه پاسداران بود.[۱۹]
- وی از ۱۳۸۷ تا ۱۳۹۵ در نیروی قدس فعالیت می‌کرد و فرمانده سپاه سوریه و لبنان بود.[۲۰]

### سرکوب اعتراضات واقعه کوی دانشگاه
در واقعه کوی دانشگاه و سرکوب مرگبار دانشجویان در سال ۱۳۷۸، امضاء زاهدی در نامه ۲۴ فرمانده سپاه به محمد خاتمی رئیس‌جمهور وقت بود، که نوشته بودند: «کاسهٔ صبرمان به پایان رسیده و تحمل بیش از آن را در صورت عدم رسیدگی، بر خود جایز نمی‌دانیم.»
زاهدی در سال ۱۳۹۵ که معاون عملیات سپاه پاسداران بود، در رزمایش مشترک میان سپاه پاسداران و نیروی انتظامی برای سرکوب اعتراضات احتمالی، حضور داشت.

### تحریم آمریکا
هفتم فروردین ۱۳۸۶، در جریان قطعنامه ۱۷۴۷ شورای امنیت، نام محمدرضا زاهدی نیز به عنوان فرمانده نیروی زمینی سپاه وارد فهرست تحریم‌های ایران شد. این تحریم‌ها در ارتباط با برنامه هسته‌ای بود اما چهره‌های نظامی را هم در آن قرار داده بودند و به عبارت دیگر، تحریم‌های ایران را وارد فاز تسلیحاتی کردند. در وبسایت اوفک (دفتر کنترل سرمایه‌های خارجی آمریکا) که اطلاعات افراد تحریم‌شده در آن قرار می‌گیرد، نام‌های «علیرضا زاهدی»، «حسن مهدوی» و «رضا مهدوی» نیز از جمله نام‌های این سردار سپاه ذکر شده است. طبق او از سوی ایالات متحده نیز، ذیل قوانین مربوط به تحریم‌های ثانویه ایران، مالی و تروریسم، تحت تحریم قرار داشته است.
در جریان مذاکرات برجام، بر سر خروج این نام‌ها از فهرست تحریم‌ها بحث و جدل‌های زیادی شد؛ سرانجام مقرر شد تا همزمان با پایان بخش نخست تحریم‌های تسلیحاتی ایران، ۲۳ چهره نظامی ایران که مشمول تحریم‌ها شده بودند، رفع تحریم شوند که ۲۹ مهر ماه ۱۳۹۹، این اقدام بر اساس قطعنامه ۲۲۳۱ سازمان ملل انجام شد.

## فرماندهی نیروی هوایی سپاه
زاهدی در ۳ شهریور ۱۳۸۴ با حکم سید علی خامنه ای، فرمانده نیروی هوایی سپاه شد. او تنها ۵ ماه این سمت را عهده‌دار بود.

## فرماندهی نیروی زمینی سپاه
زاهدی پس از کشته شدن احمد کاظمی در ۱۹ دی ۱۳۸۴، در ۱ بهمن ۱۳۸۴ از سوی سیدعلی خامنه‌ای، به فرماندهی نیروی زمینی سپاه منصوب شد. او این سمت را تا سال۱۳۸۷ برعهده داشت.

## کشته شدن

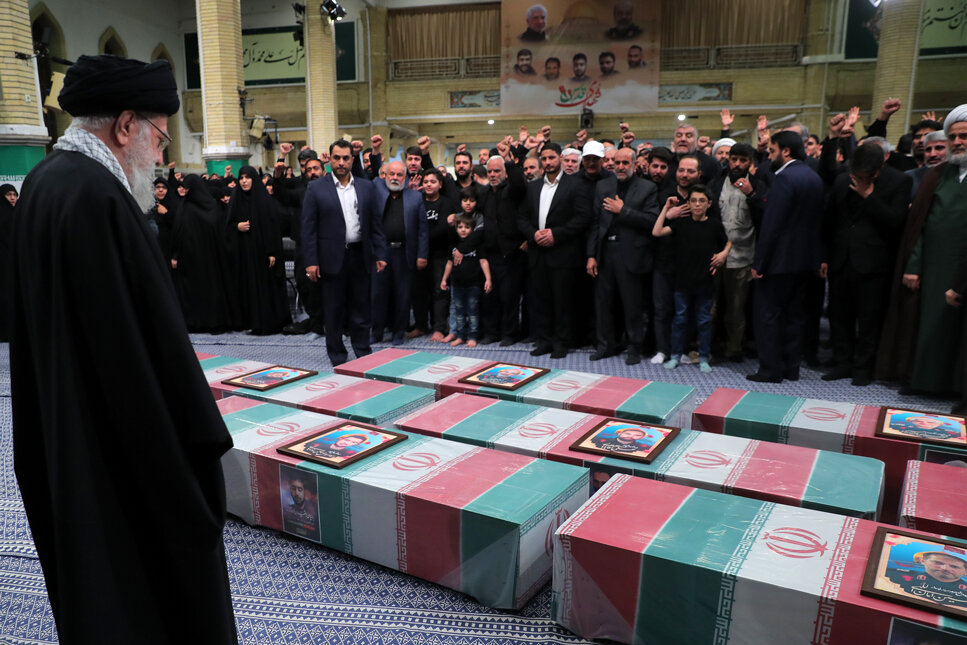
حضور سید علی خامنه‌ای در حسینیه امام خمینی برای اقامه نماز پیکر زاهدی و سایر همراهانش

زاهدی در ۱۳ فروردین ۱۴۰۳، حین حملهٔ هوایی اسرائیل به ساختمان کنسول‌گری سفارت ایران در دمشقدر سوریه کشته شد.طبق منابع این حمله توسط جنگنده اف-۳۵ اسرائیلی از فراز بلندی‌های جولان با ۶ موشک انجام شد. به گفتهٔ حسین اکبری، سفیر ایران، بین پنج تا هفت نفر در این حملهٔ هوایی کشته شدند. به گفتهٔ رسانه‌های دولتی سوریه، این حمله باعث «ویرانی گسترده» ساختمان کنسول‌گری و همچنین خسارت به ساختمان‌های مجاور شد.
زاهدی ارشدترین افسر سپاه از زمان ترور قاسم سلیمانی توسط آمریکا در ژانویهٔ ۲۰۲۰ است که کشته شد.سید علی خامنه ای در ۱۶ فروردین بر پیکر زاهدی و سایر همراهانش در حسینیه امام خمینی نماز خواند.
پیکر زاهدی پس از تشییع در تهران و اصفهان، در ۱۸ فروردین ۱۴۰۳ در گلستان شهدای اصفهان و بنا بر وصیتش در کنار مزار حسین خرازی و احمد کاظمی بخاک سپرده شد.

### واکنش‌ها
سید علی خامنه‌ای رهبر جمهوری اسلامی، سید ابراهیم رئیسی رئیس‌جمهور، محمدباقر قالیباف رئیس مجلس، غلامحسین محسنی اژه ای رئیس قوهٔ قضاییه، صادق آملی لاریجانی رئیس مجمع تشخیص مصلحت نظام، علی اکبر احمدیان دبیر شورای عالی امنیت ملی و حسین امیرعبداللهیان وزیر وقت امورخارجه در پیام‌هایی جداگانه، کشته شدن محمدرضا زاهدی را تسلیت گفتند. جمعی از فرماندهان فعلی و پیشین سپاه پاسداران از جمله حسین اشتری فرمانده سابق انتظامی کشور با حضور در منزل زاهدی به خانواده او تسلیت گفتند.
همچنین گردان‌های عزالدین قسام شاخه نظامی حماس طی بیانیه‌ای کشته شدن محمدرضا زاهدی از فرماندهان سپاه قدس و جمعی از همراهانش بر اثر حمله اسرائیل به ساختمان کنسولگری ایران در سوریه را محکوم کرد.

## جایزه‌ها و نشان‌های افتخار
این بخش شامل نشان‌ها و جایزه‌های رسمی محمدرضا زاهدی است که بر روی لباس همسان او نصب می‌شود ولی جایزه‌های غیرنظامی و غیررسمی را دربر نخواهد گرفت.

### نوار نشان‌ها
|  |  |  |

### نام نشان‌ها
| نشان فتح درجه دو | نشان فتح درجه سه |

## یادمان‌ها
شورای اسلامی شهر اصفهان در فروردین ۱۴۰۳ طی یک طرح دو فوریتی محور اصفهان–شاهین شهر از مبدأ میدان استقلال موسوم به بزرگراه آزادگان را به نام بزرگراه محمدرضا زاهدی نام‌گذاری کردند.